# Henri Tauzin

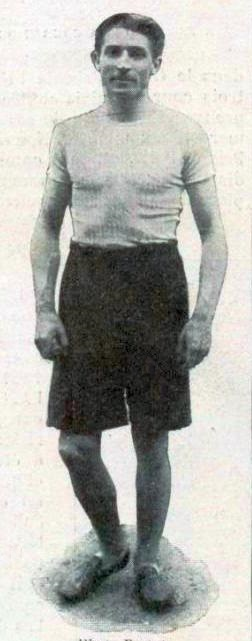
Henri Tauzin

Henri Tauzin (* 17. April 1879 in Paris; † 11. Oktober 1918 in Lyon) war ein französischer Hürdenläufer.
Bei den Olympischen Spielen 1900 in Paris schied er über 200 m Hürden im Vorlauf aus. Im 400-Meter-Hürdenlauf wurde er Zweiter hinter dem US-Amerikaner Walter Tewksbury.
Henri Tauzin startete für den Racing Club de France.